# Shibukawa
Shibukawa (渋川市, Shibukawa-shi) é uma cidade japonesa localizada na Prefeitura de Gunma.

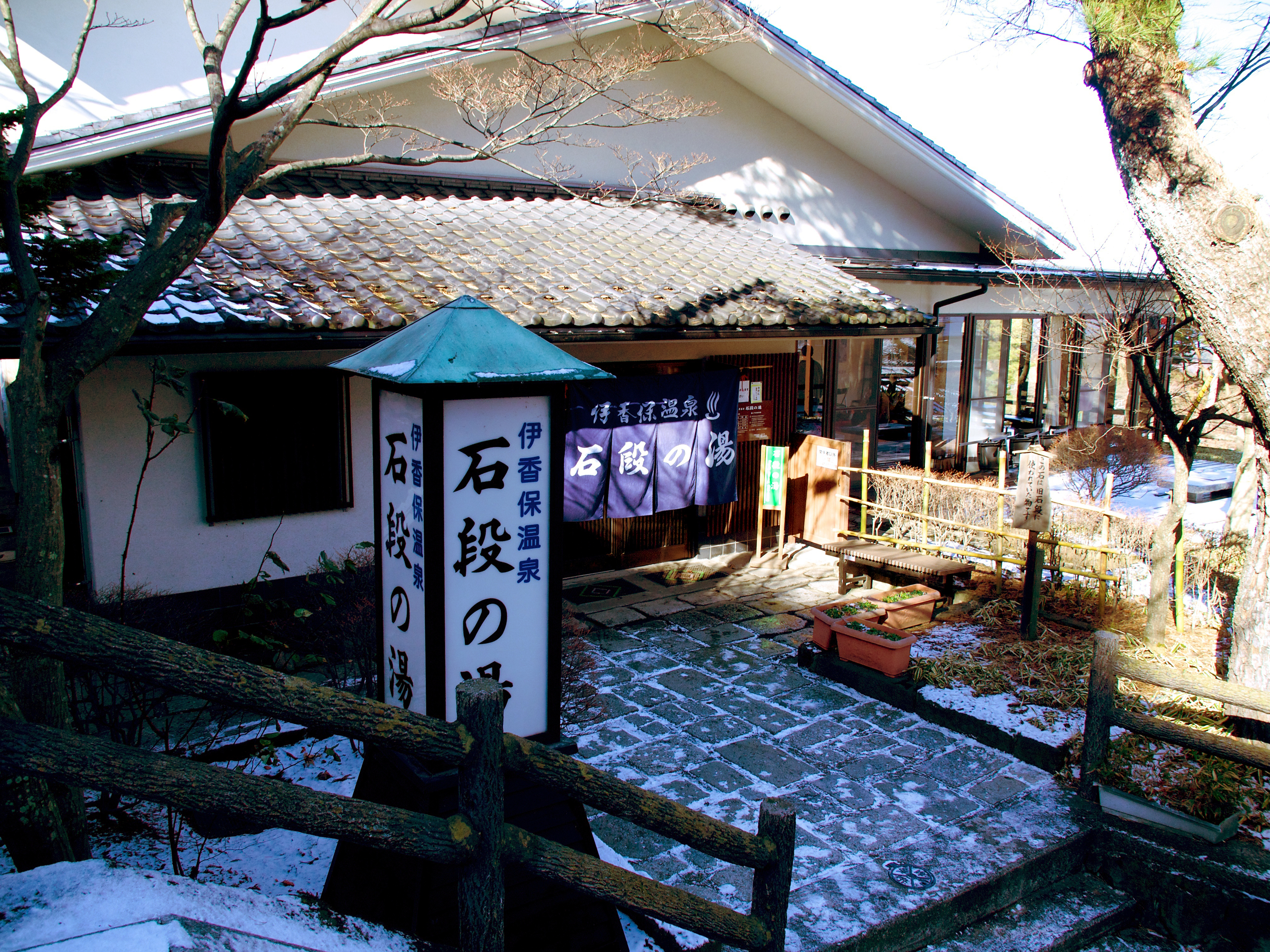
Ishidannoyu Onsen

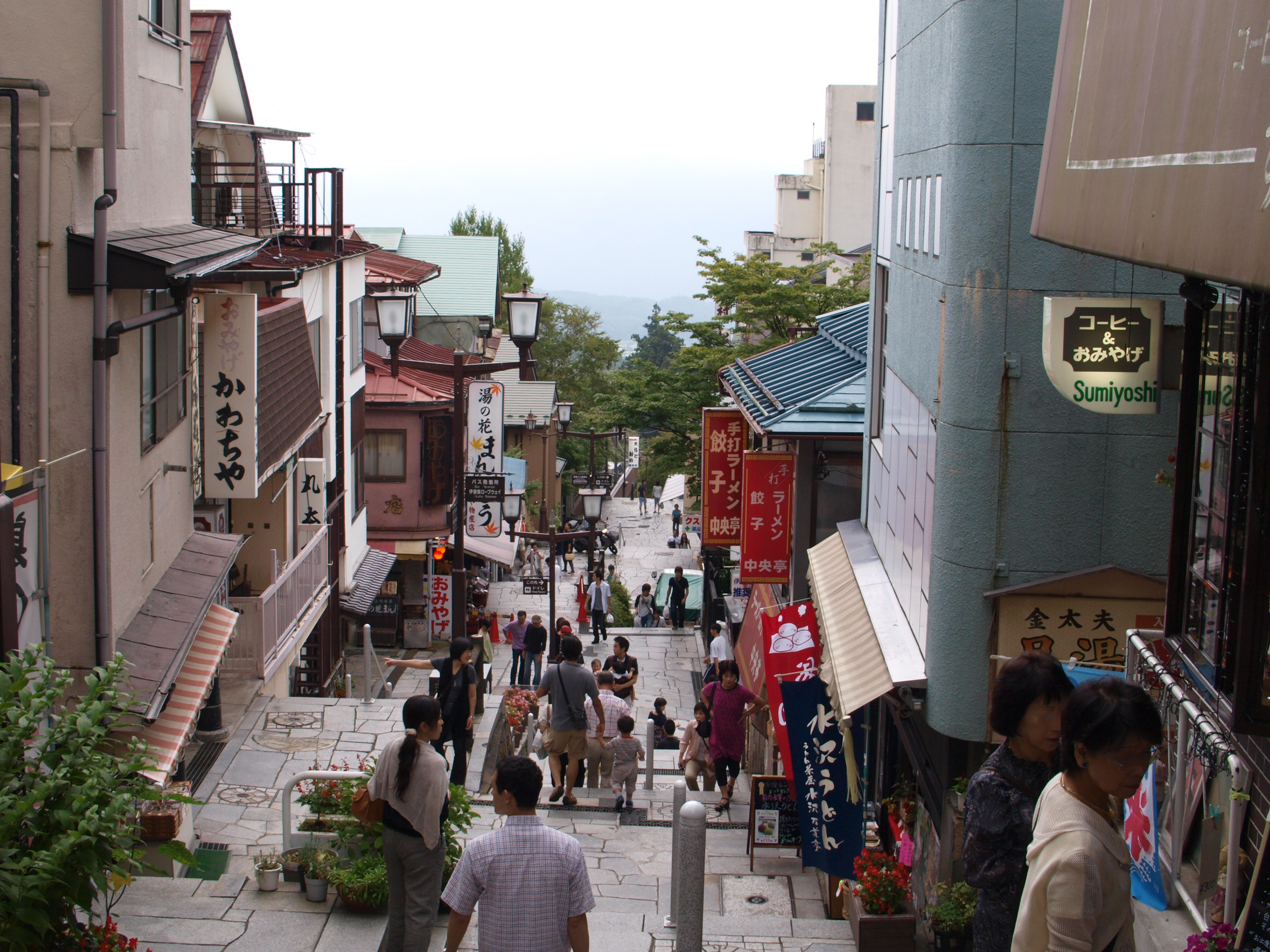
Ikaho Onsen

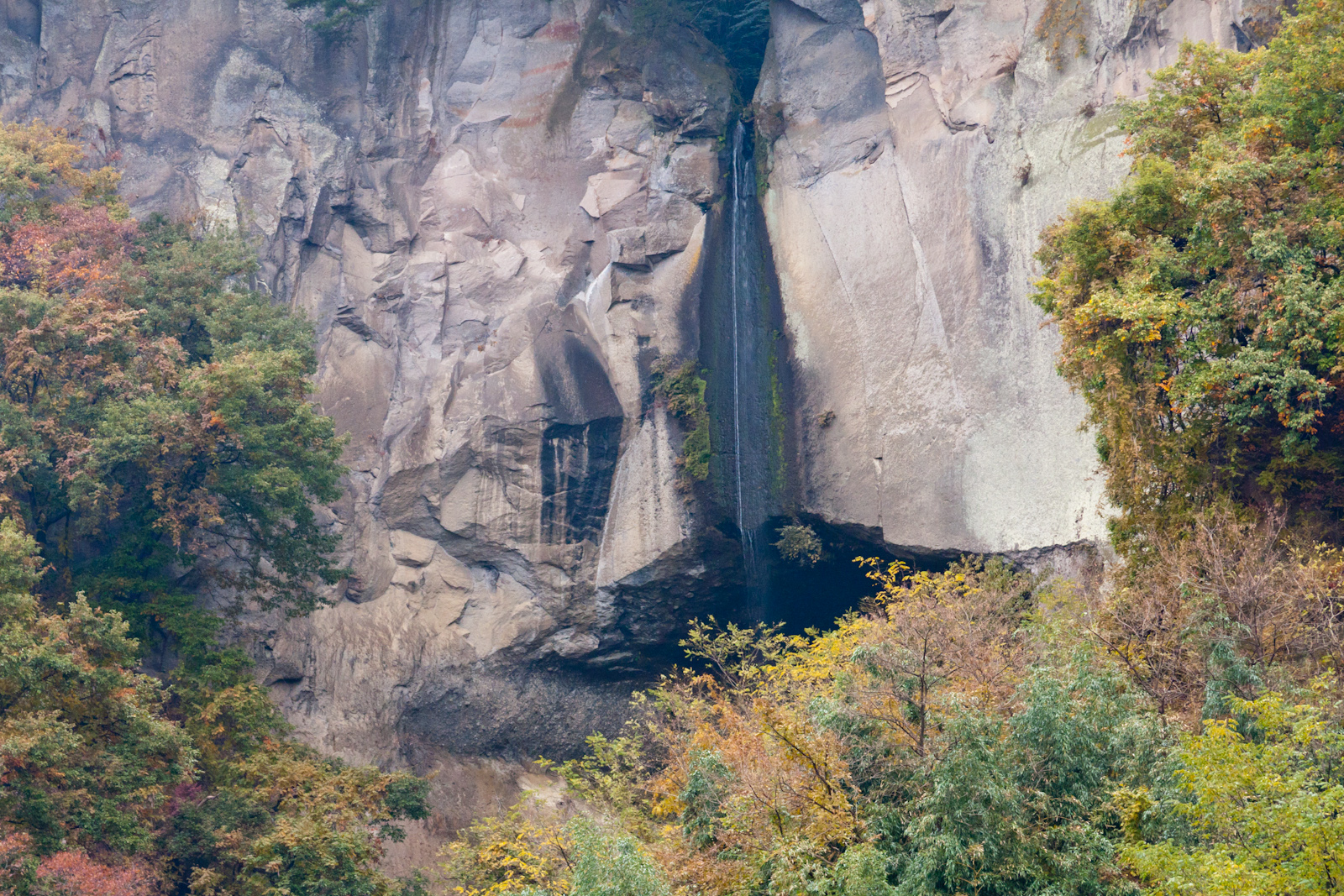
Cachoeira Tanashitafudō

Em 9 de março de 2018, a cidade tinha uma população estimada de 78.785 habitantes, e uma densidade populacional de 327,90 pessoas por km². A área total é de 240.27 km².
Shibukawa é mundialmente conhecida por ser a cidade de Takumi Fujiwara, protagonista da série Initial D.
Recebeu o estatuto de cidade a 1 de Abril de 1954.

## História
Durante o Período Edo, a área da atual Shibukawa prosperou por conta de sua localização na estrada Mikuni Kaidō, que conectava Takasaki com Niigata. As estações postais dentro dos limites da moderna cidade eram Shibukawa-shuku, Kanai-shuku, Kitamoku-shuku e Yokobori-shuku.
A moderna cidade de Shibukawa foi criado no Distrito de Nishigunma, na Prefeitura de Gunma em 1 de abril de 1889 com a criação do sistema de municipalidades após a Restauração Meiji. Em 1896, o Distrito de Nishiguma e o Distrito de Kataoka se fundem para formar o Distrito de Gunma; entretanto, a área contendo Shibukawa foi separada em outubro de 1949 se tornado o Distrito de Kitagunma. Em 1 de abril de 1954, Shibukawa absorveu as vilas de Furumaki, Kanashima e Toyoaki para se tornar a cidade de Shibukawa.
Em 20 de fevereiro de 2006, Shibukawa absorveu a cidade de Ikaho, as vilas de Komochie Onogami (todas do Distrito de Kitagunma), e as vilas de  Akagi e Kitatachibana (ambas do Distrito de Seta).

## Geografia
Shibukawa está na extremidade norte da Planície de Kantō da área central da Prefeitura de Gunma, abrangendo a junção do Rio Tone e do Rio Agatsuma. Está a cerca de 120 km de Tóquio. Ao oeste está o Monte Haruna, e ao leste está o Monte Akagi. Ao norte estão o Monte Onoko e o Monte Komochi. O Rio Tone flui do norte (entre o Monte Akagi e o Monte Komochi) em direção ao sul, passando através da cidade, enquanto o Rio Agatsuma flui do oeste (entre o Monte Onoko e o Monte Haruna), fundindo-se com o Rio Tone, perto do centro da cidade.
Shibukawa está em um ponto central (36°29′ N, 139°00′ E) do Arquipélago japonês e por isso é conhecida como o Umbigo do Japão (日本のおへそ nihon no oheso).
A maior parte da cidade está entre 200 e 800 metros acima do nível do mar.
Terras agrícolas cobrem 49.88 km² (20.8% da cidade), residências cobrem 20.31 km² (8.4%), e montanhas e florestas cobrem 77.39 km² (32.2%). O 92.84 km² (38.6%) restantes possuem outros usos.

### Municipalidades vizinhas
- Ao norte: Numata, Shōwa, Takayama[4]
- Ao leste: Maebashi[4]
- Ao sul: Maebashi, Shintō, Yoshioka[4]
- Ao oeste: Takasaki, Higashiagatsuma, Nakanojō[4]

## Economia
O turismo sazonal, particularmente devido a sua primavera quente e seus resorts de esqui, desempenham um papel importante na economia local. A área também é notada por sua produção de konjac.

## Atrações locais
- Ikaho Onsen - área de fontes termais[7]
- Museu Memorial Takehisa Yumeji[8]
- Museu Memorial Tokutomi Roka[9]
- Mizusawa-dera, a 16ª parada da rota de peregrinação Bandō Sanjūsankasho[10]
- Shibukawa Skyland Park - um parque de diversões[11]
- Ikaho Green Bokujou - uma fazenda projetada para mostrar aos visitantes temas relacionados a agricultura[12]
- Ikaho Sistina Museum- um museu de op art que também tem uma réplica da Capela Sistina[13]
- Japan Chanson Museum - um museu dedicado ao estilo musical chanson[14]
- Shibukawa Sōgō Park -um grande parque que engloba trilhas para caminhada, acampamentos, quadras de tênis, um campo de beisebol, pista de atletismo e outras instalações recreativas
- Onoike Ajisai Park- um parque de hortênsias com uma lagoa e trilhas para caminhadas
- Shibukawa Sky Terume - uma fonte termal em um edifício que se parece com uma nave espacial[15]
- Fujino Tofu Ten (Loja de Tofu Fujino) - o lugar que inspirou a Loja de Tofu Fujiwara da série Initial D.[16]

### Festivais
Shibukawa chama a si própria de "O Umbigo do Japão" (日本のおへそ) e sedia o Festival do Umbigo (へそ祭り, heso matsuri) anualmente no final de julho. O festival é baseado em uma tradicional forma japonesa de entretenimento onde foliões pintam um rosto em seus torsos e estômagos e fingem que é uma cabeça. Um kimono é então enrolado em volta da cintura e a cabeça real da pessoa é escondida por um grande chapéu de pano. Hoje em dia, desenhos de anime japoneses e outras modernidades se infiltraram no festival, que, segundo autoridades municipais, é uma questão de diversão.

## Cidades-irmãs
- Abano Terme, Vêneto, Itália (desde 23 de março de 1993)
- Logan City, Queensland, Austrália (cidade amiga desde 17 de abril de 1996)[19]
- Condado de Hawaii, Hawaii, Estados Unidos (desde 22 de janeiro de 1997)[20]
- Foligno, Umbria, Itália (desde 23 de março de 2000)[21]